# ヴィシェフラド
ヴィシェフラド（チェコ語: Vyšehrad）は、チェコ、プラハにある丘の城跡である。ヴィシェフラドという言葉は「高い城」を意味する。またこの地区の地区名でもある。

## 歴史
ヴィシェフラドの丘に城が築かれるようになったのは10世紀も後半のころである。これはプラハ城より後のことである。ただし、それ以前から人の手の加わっていた跡はある。現在に至るも城の建つ以前のヴィシェフラドについて詳しいことはわかっていない。
ヴィシェフラドは当時のプラハ市域の外にあって、ヴルタヴァ川の東からプラハと川を押さえる大事な拠点であった。ヴラチスラフ2世はプラハ司教との権力争いもあって、プラハ城からヴィシェフラドに居城を移し、ここに司教座聖堂参事会を置いて司教に対抗した。また、今に伝わる聖マルチン円形聖堂や聖ペテロ・パウロ教会を建造した。ヴィシェフラドにはプラハとは別に独自の街があり、玉座があったころにはプラハ並み、あるいはそれ以上の賑やかさがあったという。しかし、ソビェスラフ1世の時に居城はプラハ城に戻り、以降、プラハでは城と街の拡張が断続的に行われた。
カレル王によるプラハの大拡張で、プラハを囲む長大な市壁がヴィシェフラドに接続されることになり、ヴィシェフラドはプラハの南端に構える要塞として、十五の塔の聳える強力な城に改造され、宮殿や聖堂も整備された。ただしヴィシェフラドの街の市政はプラハ市とは独立している。
フス戦争において、広大なプラハはカトリックとフス派両者の争奪戦に曝された。市街がフス派の占領するところだったので、プラハ城とヴィシェフラドがカトリック側の頼りだった。フス派としてもこの城を放置し続けてはプラハが危ういため、ヴィシェフラドに大規模な攻撃を行った。ヴィシェフラドの戦いである。この戦いで勝利したフス派は城を徹底的に破壊し、彼らにとって堕落的と思われた教会とその財産も破壊された。教会や聖堂は後に再建されたが、城の再建はもはやされなかった。
ハプスブルク君主国のもとで、ヴィシェフラドは大砲時代に適応した要塞として整備を受けたほか、軍の駐屯地として使用されていた。1883年にヴィシェフラドの街はプラハ市政に統合された。このころから、チェコの民族主義運動に伴い、半ば打ち捨てられていたヴィシェフラドも注目されるようになっていた。公園として整備され、現在に至る。

## 概要
ヴィシェフラドは城址公園として整備されてあるほか、内部にいくつもの歴史、文化財産を有する。
- 聖マルティンのロタンダ （Rotunda svatého Martina）
- 聖ペテロとパウロ大聖堂 （Bazilika svatého Petra a Pavla）
- 洗礼者聖ヨハネの斬首の教会 （Kostel Stětí svatého Jana Křtitele）
- 聖ラウレンティウス大聖堂の残余 （Pozůstatky baziliky svatého Vavřince）
- ターボル門 （Táborská brána）
- 煉瓦の門 （Cihelná brána）
- 鋭い門の残余 （Zbytky gotické brány Špička）
- レオポルトの門 （Leopoldova brána）
- リブシェの入浴 （Libušina lázeň）
- 高城の墓場 （Vyšehradský hřbitov）
- イエドリチュカ施設 （Jedličkův ústav）
- 新首席司祭館（Nové děkanství）
- 新主席司祭館（Nové proboštství）
- 旧首席司祭館（Staré děkanství）
- 旧主席司祭館（Staré proboštství）
- 旧城伯 （Staré purkrabství）

そのほか近世時代の要塞構造を活用した博物館や、数多くの彫像の展示がある。

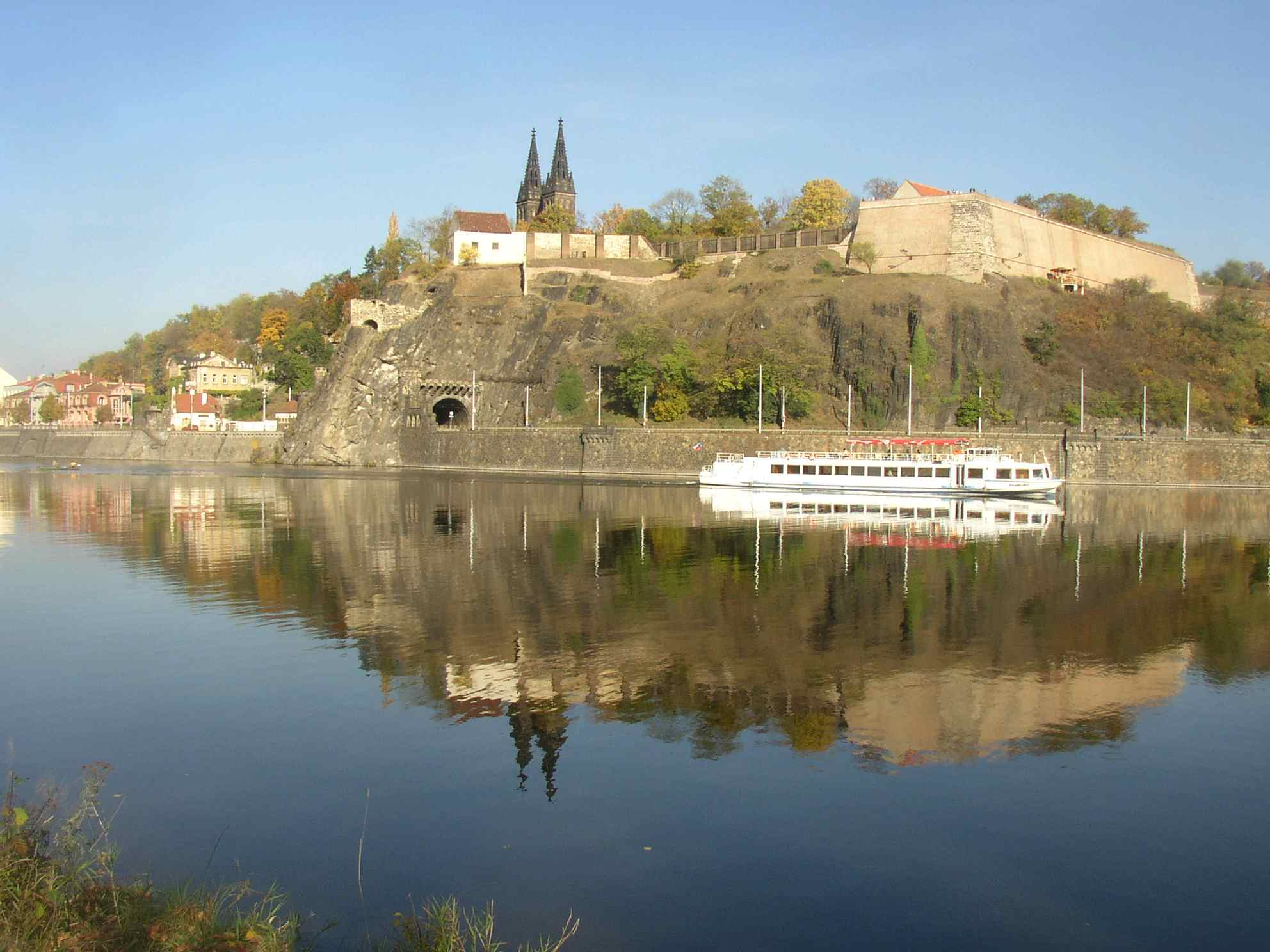
ヴルタヴァ川とヴィシェフラド
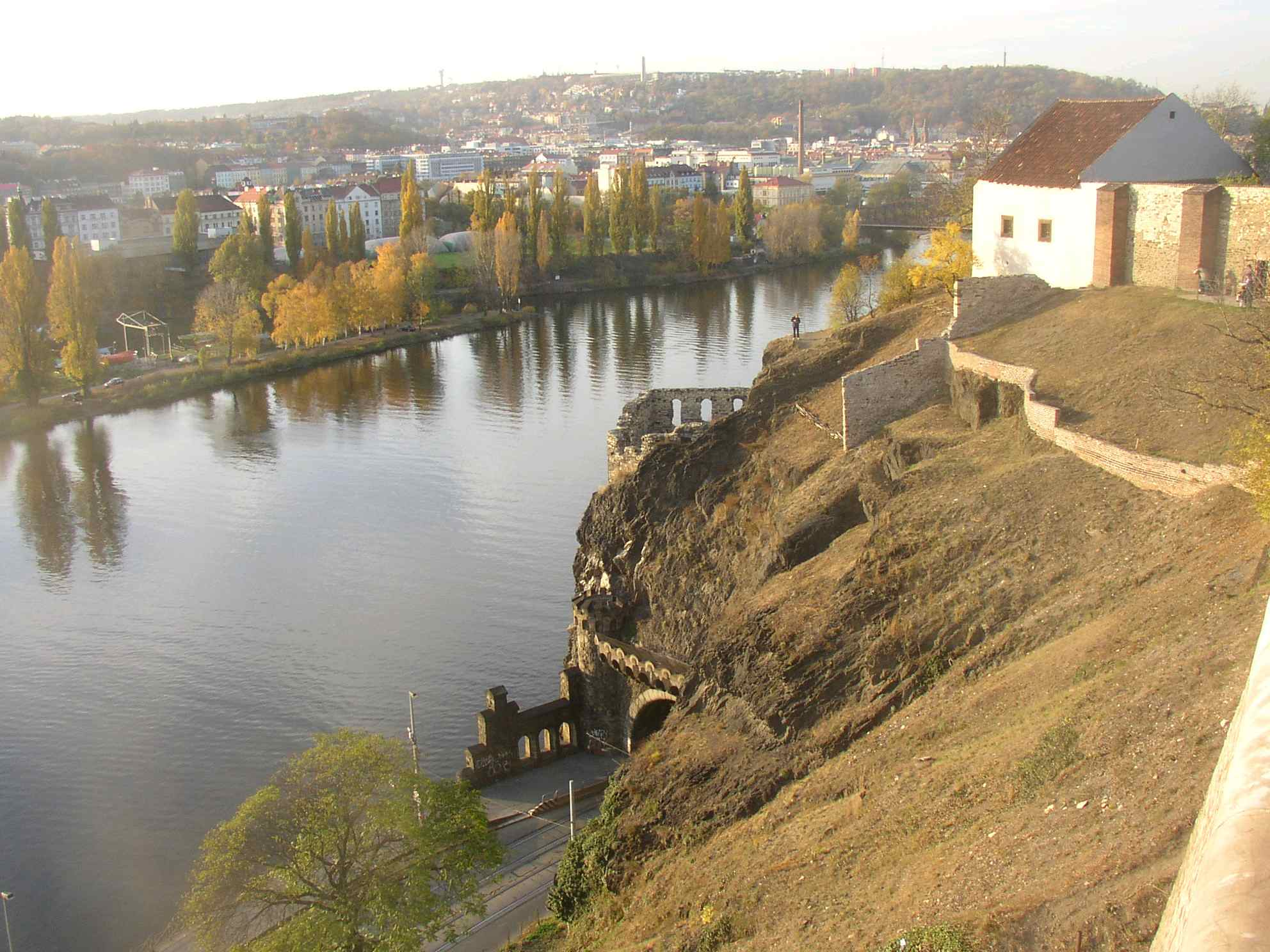
ヴィシェフラドから川を見下ろす
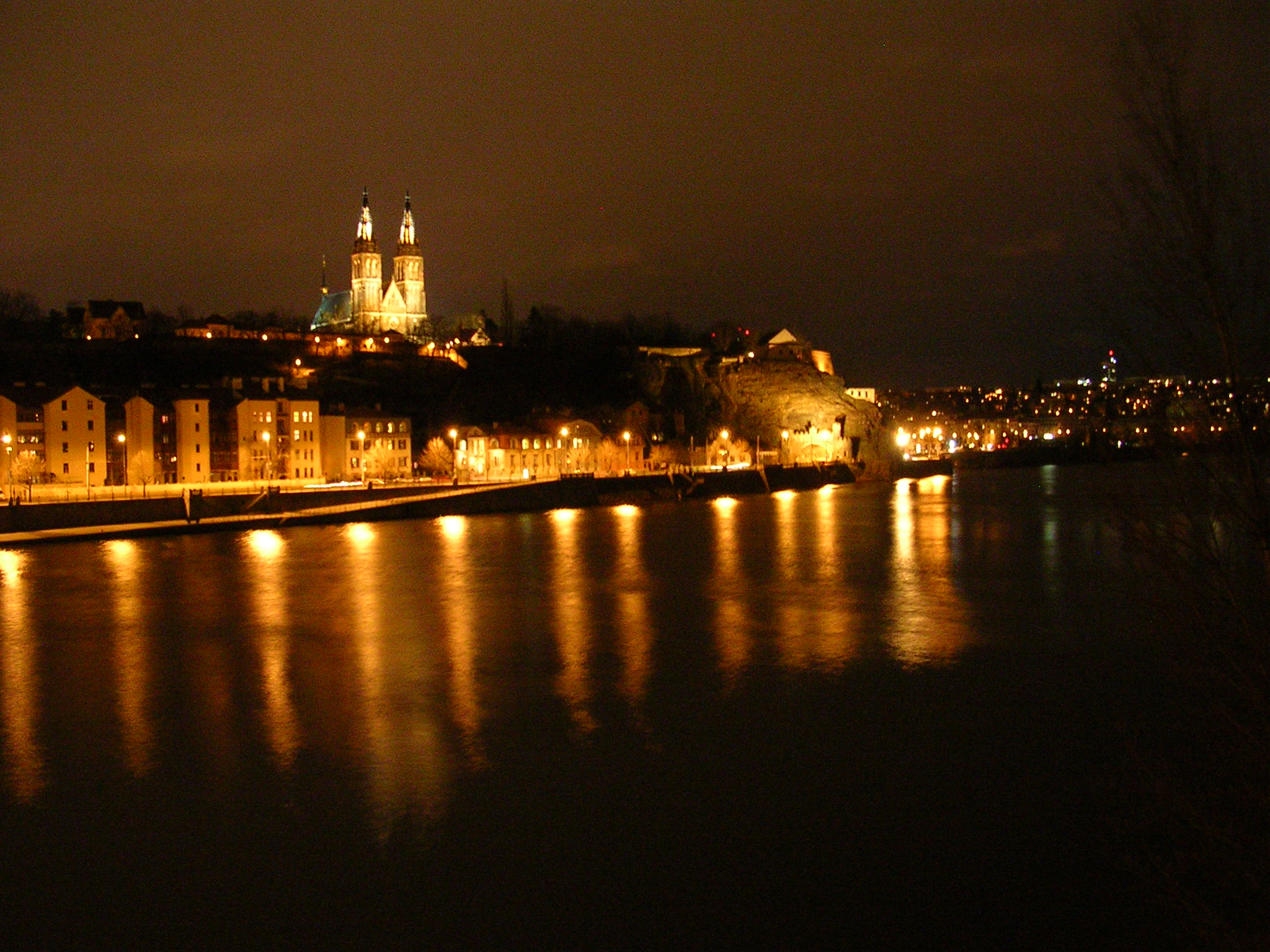
ライトアップされた夜のヴィシェフラド
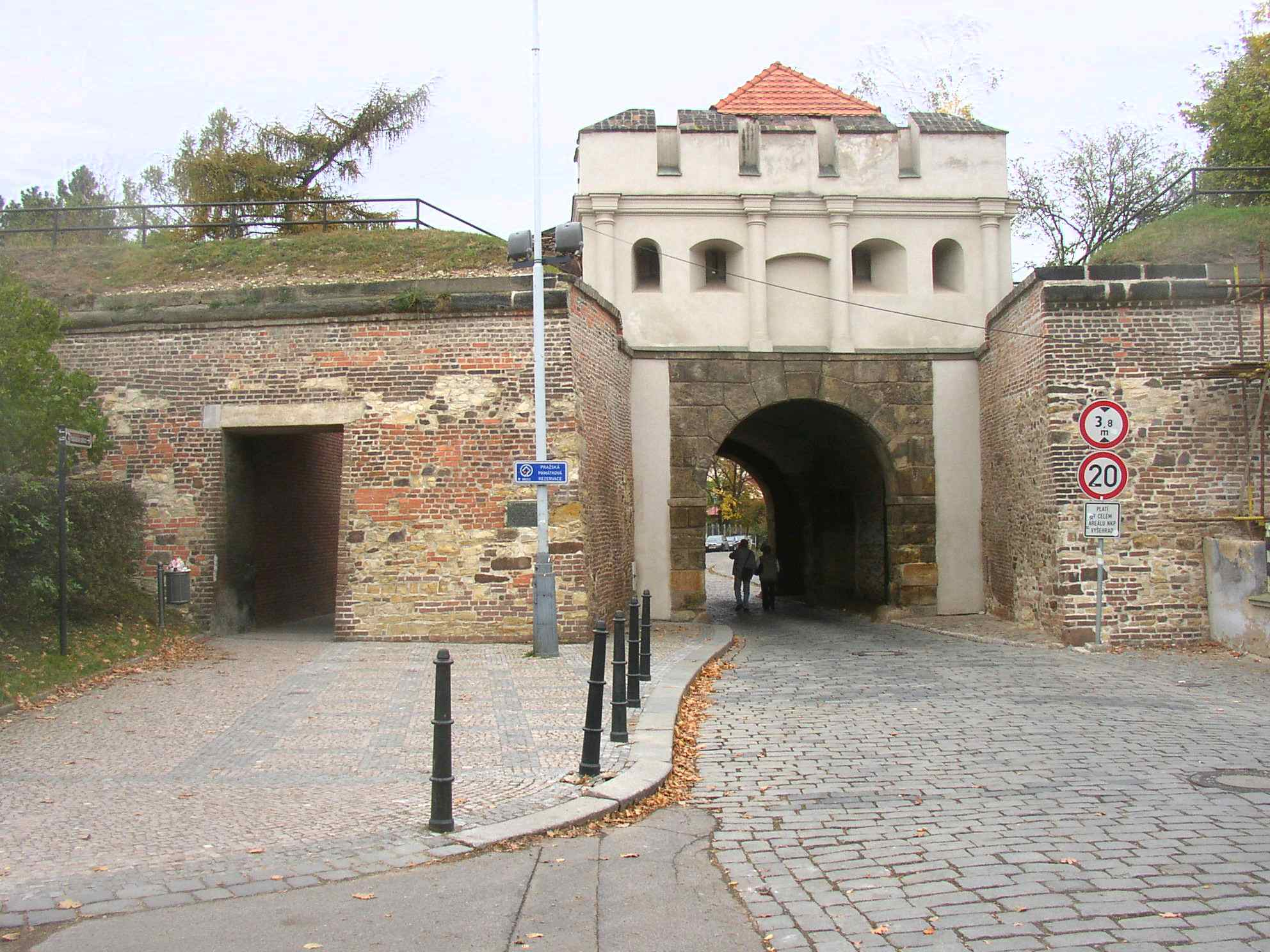
ターボル門